# أباما الثانية
أباما الثانية (باليونانية القديمة: Ἀπάμα، حوالي عام 292 قبل الميلاد - في وقت ما بعد عام 249 قبل الميلاد) كانت أميرة يونانية سورية للإمبراطورية السلوقية ومن خلال الزواج بماجاس ملك قورينائية كانت ملكة مملكة قوررينائية برقة.

## الحياة
كانت أباما الثانية ابنة الملك السلوقي الثاني أنطيوخس الأول سوتر، الذي كان من أصل يوناني مقدوني وفارسي، وأشقائها ستراتوناتيس المقدوني والملك السلوقي أنطيوخس الثاني ثيوس. كان أجدادها من الأب هو الملك السلوقي الأول سلوقس الأول نيكاتور وزوجته الملكة أباما الأولى، وكان أجدادها الأم من الأسرة الأنتيغونية الملك ديمتريوس الأول ملك مقدونيا. كانت أباما تحمل اسم جدتها. ولدت أباما وترعرعت في الإمبراطورية السلوقية.

### ملكة لقورينا
حوالي عام 275 قبل الميلاد، تزوجت أفاما أو اوباما من ابن عمها الثالث الملك ماجاس ملك قورينائية القوري. كانت جدات الأمهات لأباما وماجاس من أبناء العم الأول للأب. كان آباء جداتهم إخوة. تُعرف أباما أحيانًا باسم أرسينوي بعد أن تزوجت ماغاس، هناك احتمال أن تغير أباما اسمها إلى أرسينو، والذي كان اسمًا بطليمويًا أكثر شيوعًا. كانت أباما مرتبطة بسلالة البطالمة من خلال الزواج
على الرغم من أن زواجها من ماجاس كان سلالة، إلا أن أنطيوخس الأول رتب هذا الزواج ليكون جزءًا من تحالف سياسي بينه وبين ماجاس لغزو مصر. من خلال زواجها من ماجاس، أصبحت أباما ملكة مملكة قورينائية ، هناك نقش شرفي لزال موجود مخصص لأباما، كملكة وزوجة ماجاس.
بعد عام 270 قبل الميلاد، حملت أباما من زوجها ماجاس وأنجبت له ابنة تدعى برنيكي الثانية ، والتي ستكون طفلهما الوحيد المعروف. في عام 250 قبل الميلاد، خطبت ماجاس وأباما برنيكي الثانية لابن عمها والأمير البطلمي بطليموس الثالث أورجيتيس. كان ماجاس ووالد بطليموس الثالث بطليموس الثاني إخوة من جهة الأم.

### قصة أباما مع ديمتيريوس
توفي ماجاس عام 250 قبل الميلاد أو 249 قبل الميلاد.أصبحت أباما أرملة . من أجل حماية برقة من السلالة البطلمية، استدعت أباما عمها الأم المقدوني اليوناني ديمتريوس إلى برقة. عرضت أباما على ديمتريوس ابنتها في الزواج منه ؛ في المقابل سيصبح ملكًا. وافق ديمتريوس على طلب ابنة أخته وتزوج ابنتها. عندما أصبح ديمتريوس ملكًا، لم تكن هناك معارضة في صعوده إلى العرش، لكنه أصبح طموحًا إلى درجة التهور.
في وقت ما بعد أن تزوج ديميتريوس ابنة أخته الكبرى، أصبح أباما وديميتريوس عشاق. شعرت برنيكي بالغيرة من علاقة والدتها بزوجها. جادلت مع والدتها وزوجها وقادت انقلابًا ضد ديميتريوس الذي مات في ذراعي أباما.
تشير قصيدة كوما بيرينيكس للشاعر كاليماخوس (فقدت، ولكن معروفة في ترجمة لاتينية أو إعادة صياغة من قبل كاتولوس) ، على ما يبدو إلى مقتل مؤيديها لديمتريوس
: «دعني أذكرك بمدى قوتك حتى عندما كنت فتاة صغيرة: لقد لقد نسيت الفعل الشجاع الذي اكتسبت به الزواج الملكي؟»
بعد وفاة ديميتريوس، أصبحت برقة جزءًا من الإمبراطورية البطلمية. غادرت برنيكي الثانية برقة وسافرت إلى مصر حيث تزوجت من ابن عمها بطليموس الثالث وأصبحت من خلال زواجها ملكة مصر. مصير أباما النهائي غير معروف. من المحتمل أنها سافرت مع بر نيكي الثانية إلى الإسكندرية ، حيث استقرت في النهاية مع ابنتها وعائلتها.